# Станич, Войо
Войо Станич (сербохорв. Vojo Stanić / Војо Станић; 3 февраля 1924, Подгорица — 19 ноября 2024) — черногорский художник и скульптор. Член Черногорской академии наук и искусств.

## Биография
Выпускник Академии скульптуры в Белграде, продолжил обучение в Швеции, где к нему пришла его первая слава. После чего Станич переехал и поселился в Херцег-Нови.
3 февраля 2024 года Станичу исполнилось 100 лет. Умер 19 ноября того же года.

## Творчество
Создал ряд скульптур. Со временем обратился к живописи, что позволило ему лучше выразить своё духовное кредо — миролюбие, интерес к людям.
Войо Станич — один из самых видных современных художников Черногории. Примитивист. Сюрреалист.
Член Черногорской академии наук и искусств.
Специалисты сравнивают Станича в живописи с Кустурицей в кино и Бреговичем в музыке.
Его картины — это маленькие драматические истории из повседневной жизни, возвращающие к жизни дух эпохи итальянского Ренессанса с его плоскостями и сложными геометрическими перспективами, представляющие человеческие слабости и в то же время, демонстрирующие их понимание. Люди на полотнах Станича функционируют целостным ансамблем, как шахматные фигуры, и любой объект, им изображенный, и часть этого объекта играет роль в целом спектакле.
Провёл несколько персональных выставок. Участник Венецианского биеннале в 1997 году.
Большинство его картин находится сегодня в галереях Черногории, а также в постоянной экспозиции в художественном музее в Цетинье.